# Regionaal Landschap Vlaamse Ardennen

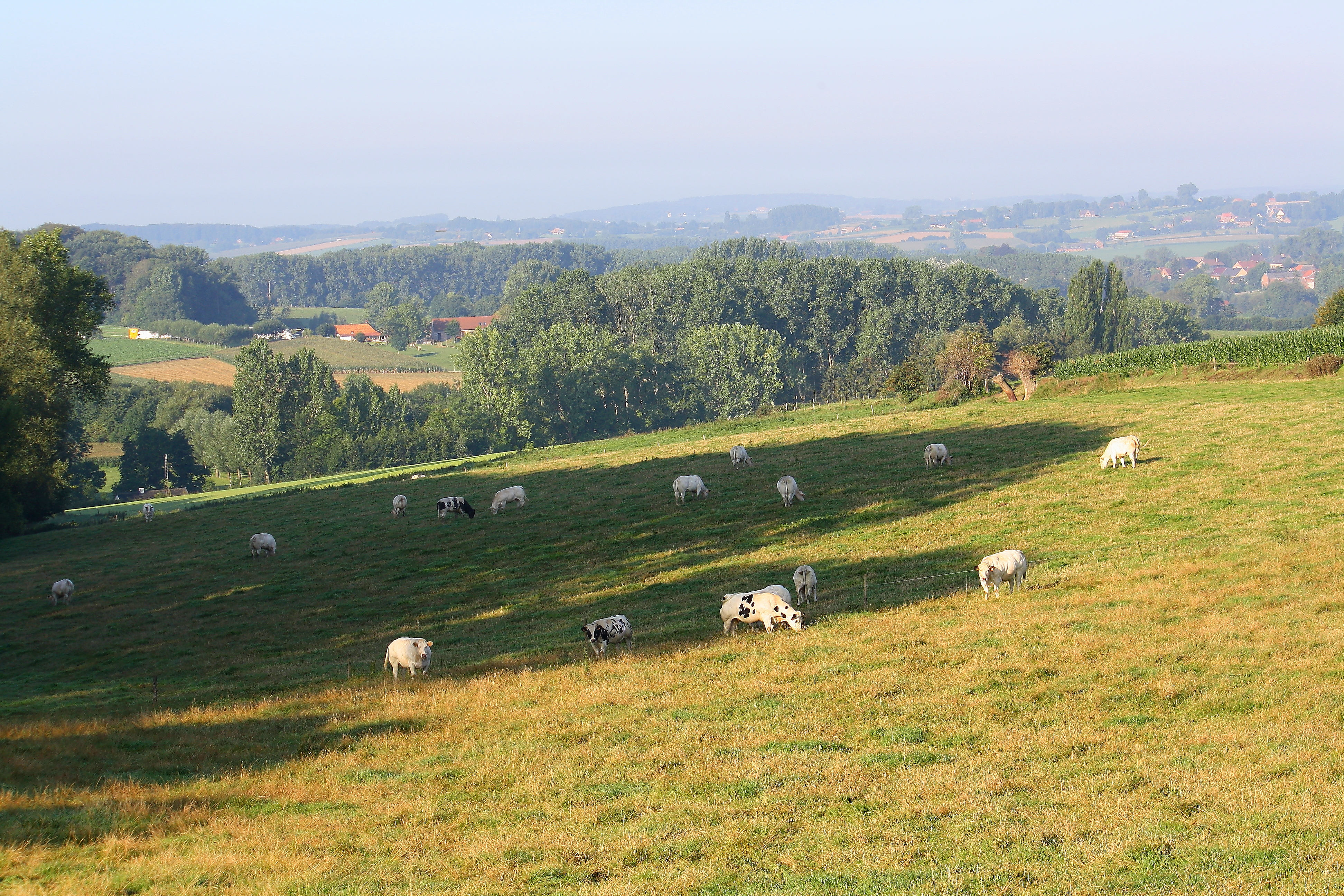
Landschap in de Vlaamse Ardennen

Regionaal Landschap Vlaamse Ardennen is een Regionaal Landschap in de provincie Oost-Vlaanderen. Het omvat alle steden en gemeenten van de regio Vlaamse Ardennen. Het werd opgericht op 1 juli 1992 in het stadhuis van Ronse in opdracht van de provincie Oost-Vlaanderen, Agentschap Natuur en Bos, Europa en de steden van de Vlaamse Ardennen. Het Regionaal Landschap werkt aan de uitbouw van deze streek op vlak van natuur, landschap en natuurgerichte recreatie. Het werkingsgebied is (door latere uitbreiding met gemeenten als Denderleeuw, Erpe-Mere, Haaltert, Ninove) landschappelijk intussen ruimer dan de heuvelstreek die traditioneel wordt beschouwd als de Vlaamse Ardennen. Een deel van het Regionaal Landschap werd in oktober 2023 erkend als Landschapspark Vlaamse Ardennen.
Regionaal Landschap Vlaamse Ardennen strekt zich uit over de volgende gemeenten:
- Brakel
- Denderleeuw
- Erpe-Mere
- Gavere
- Geraardsbergen
- Haaltert
- Horebeke
- Herzele
- Kluisbergen
- Kruisem
- Lierde
- Maarkedal
- Ninove
- Oosterzele
- Oudenaarde
- Ronse
- Sint-Lievens-Houtem
- Wortegem-Petegem
- Zottegem
- Zwalm